# Firth (Idaho)

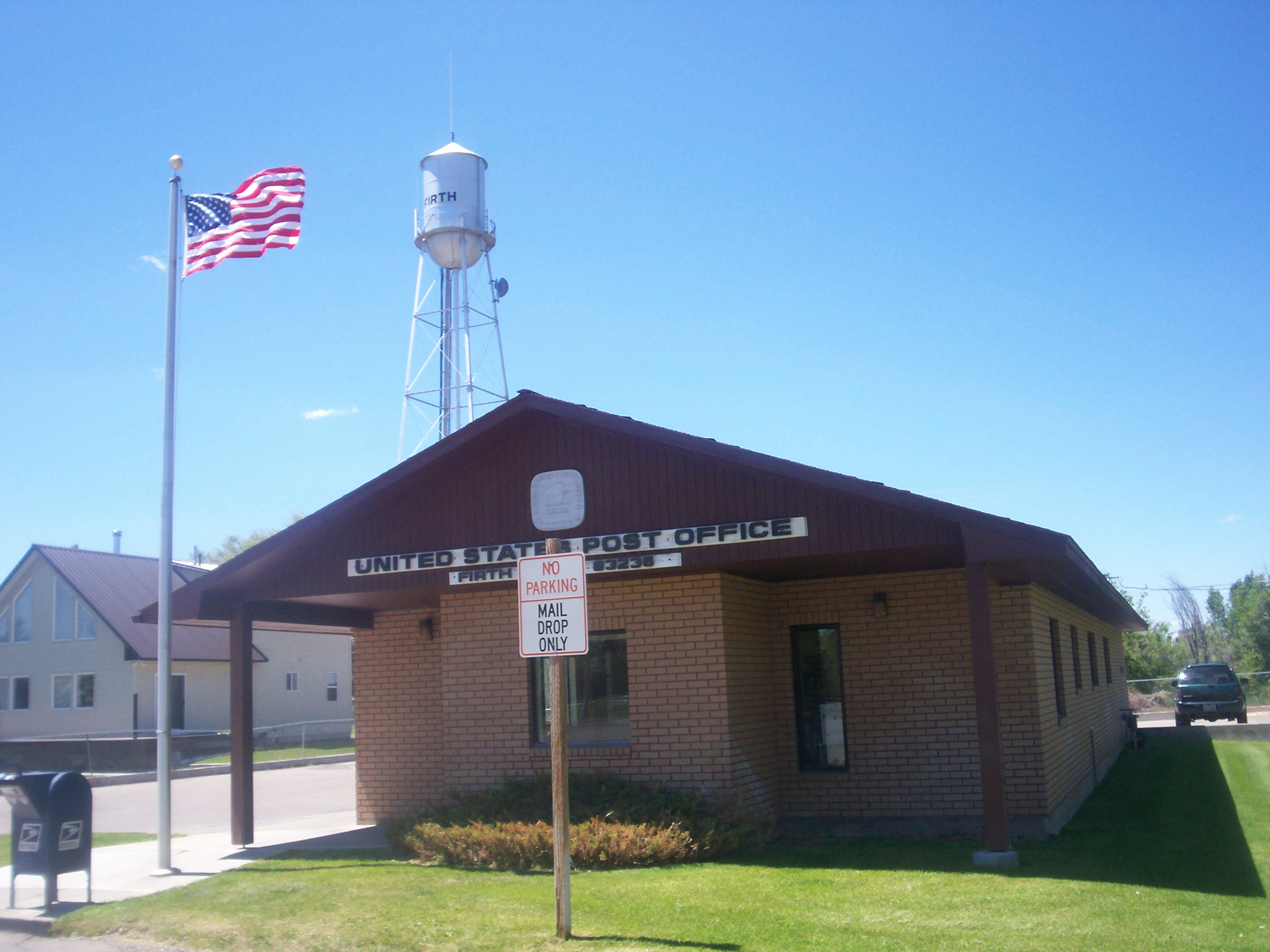
Postkantoor en watertoren

Firth is een plaats (city) in het oosten van de Amerikaanse staat Idaho, die bestuurlijk gezien onder Bingham County valt.

## Geschiedenis
Firth begon in 1885 als een Zweedse nederzetting. De plek werd vernoemd naar Lorenzo J. Firth, een Engelse emigrant, die land ter beschikking stelde voor een spoorweggebouw en de watertank; de spoorwegmaatschappij noemde het station in 1903 naar hem. In 1905 werd het postkantoor gesticht.

## Demografie
Bij de volkstelling in 2000 werd het aantal inwoners vastgesteld op 408. In 2006 is het aantal inwoners door het United States Census Bureau geschat op 416, een stijging van 8 (2,0%).
Volgens de volkstelling van 2000 was destijds 70,34% van de bevolking blank. De rest van de bevolking bestaat grotendeels uit Hispanics.

## Geografie
Volgens het United States Census Bureau beslaat de plaats een oppervlakte van 0,5 km², geheel bestaande uit land. Firth ligt op ongeveer 1399 meter boven zeeniveau.

## Plaatsen in de nabije omgeving
De onderstaande figuur toont nabijgelegen plaatsen in een straal van 32 km rond Firth.